# Agerolese
L'agerolese est une race bovine italienne. 

## Origine
Elle provient d'une population locale ancienne sur laquelle des croisements ont été effectués avec des frisonnes, brunes et jersiaises en vue d'augmenter la capacité laitière. Cette amélioration génétique s'est faite au XVIIIe siècle sous l'impulsion des rois de la dynastie des Bourbons d'origine française. Cette race doit son nom à Agerola, une commune campanienne. La race, à la suite de sa création, a subi la dure sélection d'un terroir pauvre et peu propice à l'élevage bovin, lui conférant une grande rusticité.
Le nombre d'animaux a considérablement baissé au cours du XXe siècle par croisement-absorption de la race holstein. Ce n'est pas suffisant pour résister à la consanguinité.
L'ouverture du livre généalogique de la race, en 1985, a permis sa sauvegarde, mais les effectifs restent faibles, oscillant entre moins d'une centaine et 360 individus.

## Morphologie
Elle porte une robe brune châtaigne avec les muqueuses noires. Le mufle et les yeux sont auréolées de clair. C'est une race de taille moyenne : les vaches mesurent 125 cm pour 450 kg contre 135 cm et 650 kg pour les taureaux.

## Aptitudes

### Élevage
Elle est élevée dans les zones les plus pauvres: pentues, pâturages secs et chiches, les bonnes prairies étant réservées aux races productives. La vache vêle facilement et a une bonne longévité, minorée par une maturité sexuelle plus tardive. 

### Productivité
C'est une race mixte. Elle produit 5 000 kg d'un lait de bonne qualité, avec une bonne proportion de matière grasse et de protéines, sur une lactation de 230 jours. Son lait est utilisé pour l'élaboration de provolone del Monaco (it), un fromage qui bénéficie d'une Denominazione di origine protetta, équivalent italien de l'appellation d'origine contrôlée française. La richesse organoleptique du lait provient de la race et de son terroir de pâture.
Sa viande est savoureuse. Les animaux abattus donnent des carcasses de 400 kg pour un rendement en viande de 65 %.

## Sources